# Because I Love It
| Оценки критиков  | Оценки критиков |
| Источник         | Оценка          |
| ---------------- | --------------- |
| AllMusic         | [ 1 ]           |
| Evening Standard | [ 2 ]           |
| The Guardian     | [ 3 ]           |
| NME              | 7/10            |
| The Observer     | Favorable       |
| Pitchfork        | 7.3/10          |
| Stylus Magazine  | B               |
| Time Out         | [ 8 ]           |
| The Times        | [ 9 ]           |
| Vibe             | Favorable       |

Because I Love It — третий студийный альбом американской соул-певицы Амери, вышедший 11 мая 2007 года на лейбле Columbia Records.

## Об альбоме
Because I Love It вышел в Великобритании 11 мая 2007 году на платформе iTunes Store, через Columbia Records. 14 мая 2007 года он вышел на физических носителях в Великобритании. Спустя два дня релиз в Японии, а 28 мая — в Европе. В США альбом был выпущен на CD через магазины Walmart лишь 3 июля 2007 года, и 15 января 2008 года через сети FYE; широкой продажи физических релизов не было до 30 сентября 2008 года, когда Амери уже не работала на лейбле Columbia. Из-за этого альбом не рекламировался в США.
Альбом получил положительные отзывы музыкальных критиков и интернет-изданий.

## Коммерческий успех
Because I Love It имел умеренный успех, но не смог повторить успех предыдущих студийных альбомов All I Have (2002) и Touch (2005). Он не был в чартах США и Канады,
поскольку он не был издан в этих странах до 30 сентября 2008 года (более чем через год после его выпуска во всем мире). Он был попал только в некоторые европейские чарты (включая Billboard European Top 100 Albums, где достиг 56-го места) и японский чарт Oricon, где достиг 13-го места. Альбом достиг максимума под 17-м номером в британском хит-параде UK Albums Chart и 4-го места в соул-чарте UK R&B Albums Chart. Тираж в Великобритании превысил 60 тыс. копий и он был сертифицирован в серябряном статусе British Phonographic Industry (BPI).

## Список композиций
| №                   | Название                 | Автор(ы) | Продюсеры                                                | Длительность |
| ------------------- | ------------------------ | --- | -------------------------------------------------------- | ------------ |
| 1.                  | «Forecast Intro»         | Amerie Mi Marie Chris Paultre Derrick Braxton Bob James | Chris & Drop Amerie [a]                                  | 1:10         |
| 2.                  | «Hate2LoveU»             | Marie Ezekiel "Zeke" Lewis J. Que Candice Nelson Balewa Muhammad Robert Bell Ronald Bell George Brown Robert Mickens Gene Redd Claydes Smith Woodrow Sparrow Dennis Thomas Richard Westfield | One Up Amerie [a] [b] Len Nicholson [b]                  | 3:11         |
| 3.                  | «Some Like It»           | Marie Lenvert Nicholson Anne Dudley Malcolm McLaren | Marie Nicholson Qur'an Goodman [c] Destro [c] Amerie [a] | 2:56         |
| 4.                  | «Make Me Believe»        | Marie Curtis Mayfield | Marie [d] Nicholson The Buchanans                        | 3:22         |
| 5.                  | «Take Control»           | Marie Cee-Lo Green Mike Caren Tom Zé Waldez Daryl Hall John Oates Sara Allen | Caren Cee-Lo Green [c] [a] Amerie [c] [a] Nicholson [c]  | 3:42         |
| 6.                  | «Gotta Work»             | Marie Rich Shelton Loren Hill Kevin Veney Isaac Hayes David Porter | One Up Amerie [a]                                        | 3:10         |
| 7.                  | «Crush»                  | Marie Makeda Davis Simon (Wiz) Johnson Andre Gonzales | One Up The Buchanans Amerie [a]                          | 3:39         |
| 8.                  | «Crazy Wonderful»        | Marie Johnson Gonzales | One Up The Buchanans Amerie [a]                          | 3:48         |
| 9.                  | «That's What U R»        | Marie Paultre Braxton | Chris & Drop Amerie [a]                                  | 3:36         |
| 10.                 | «When Loving U Was Easy» | Marie Curtis Richardson | Curtis "C Note" Richardson Amerie [a]                    | 3:21         |
| 11.                 | «Paint Me Over»          | Marie Roosevelt Harrell Willie Hutch | Bink! Amerie [c] [a]                                     | 4:12         |
| 12.                 | «Somebody Up There»      | Marie Bryan-Michael Cox | Cox Amerie [a]                                           | 4:45         |
| 13.                 | «All Roads»              | Marie Richardson Alan Bergman Marilyn Bergman Michel Legrand | Richardson Amerie [a]                                    | 3:08         |
| Общая длительность: | Общая длительность:      | Общая длительность: | Общая длительность:                                      | 51:48        |

| №                   | Название            | Автор(ы)                           | Producer(s)              | Длительность |
| ------------------- | ------------------- | ---------------------------------- | ------------------------ | ------------ |
| 14.                 | «1 Thing»           | Marie Rich Harrison Stanley Walden | Harrison                 | 3:59         |
| 15.                 | «Losing U»          | Marie Khaled Hadj Brahim           | Kore & Bellek Amerie [a] | 3:26         |
| Общая длительность: | Общая длительность: | Общая длительность:                | Общая длительность:      | 58:33        |

| №                   | Название            | Автор(ы)              | Producer(s)         | Длительность |
| ------------------- | ------------------- | --------------------- | ------------------- | ------------ |
| 16.                 | «Streets Alone»     | Marie Paultre Braxton | Chris & Drop        | 4:17         |
| Общая длительность: | Общая длительность: | Общая длительность:   | Общая длительность: | 62:05        |

| №                   | Название                           | Автор(ы)                                     | Длительность |
| ------------------- | ---------------------------------- | -------------------------------------------- | ------------ |
| 16.                 | «Take Control» (при участии Seven) | Marie Green Caren Zé Waldez Hall Oates Allen | 3:43         |
| Общая длительность: | Общая длительность:                | Общая длительность:                          | 62:16        |

| №                   | Название                      | Автор(ы)                                     | Длительность |
| ------------------- | ----------------------------- | -------------------------------------------- | ------------ |
| 17.                 | «Take Control» (Old Nick Mix) | Marie Green Caren Zé Waldez Hall Oates Allen | 3:44         |
| Общая длительность: | Общая длительность:           | Общая длительность:                          | 65:06        |

Замечания
- ↑  продюсер по вокалу
- ↑  сопродюсер
- ↑  дополнительный продюсер
- ↑  продюсер

## Позиции в чартах
| Чарт (2007)                          | Высшая позиция |
| ------------------------------------ | -------------- |
| Европа (Billboard)                   | 56             |
| Франция (SNEP)                       | 159            |
| Ирландия (IRMA)                      | 65             |
| Япония (Oricon)                      | 13             |
| Шотландия (Scottish Albums Chart)    | 38             |
| Швейцария (Schweizer Hitparade)      | 42             |
| Великобритания (UK Albums Chart)     | 17             |
| Великобритания (UK R&B Albums Chart) | 4              |

## Сертификации
| Регион                                                      | Сертификация | Продажи |
| ----------------------------------------------------------- | ------------ | ------- |
| Великобритания (BPI)                                        | Серебряный   | 60 000^ |
| ^ Данные о тиражах приведены только на основе сертификации. |              |         |